# Castres (Aisne)
Pour les articles homonymes, voir Castres (homonymie).
Castres est une commune française située dans le département de l'Aisne en région Hauts-de-France.

## Géographie

### Localisation
Castres est située en bordure de la Somme à une altitude de 73 mètres au-dessus du niveau de la mer, à 46 kilomètres au nord-ouest de Laon, à 8 km au sud-ouest de Saint-Quentin et à 9 km au nord de Saint-Simon. Sa fête patronale tombe le 1er dimanche après le 3 mai.
Giffécourt est un hameau dépendant de Castres situé plus au nord et proche des marais de la Somme.

### Communes limitrophes
|                     | Dallon          |                  |
| Fontaine-lès-Clercs | Castres (Aisne) | Grugies          |
|                     | Contescourt     | Essigny-le-Grand |

### Hydrographie

#### Réseau hydrographique
La commune est située dans le bassin Artois-Picardie. Elle est drainée par la Somme la rivière, le Castres, le fleuve la somme et le marais de giffécourt,.
La Somme est un fleuve du nord de la France, en région Hauts-de-France, qui traverse les deux départements de l'Aisne et de la Somme. Il prend sa source dans la commune de Fonsomme et se jette  dans la Manche par la baie de Somme entre Le Crotoy et Saint-Valery-sur-Somme.

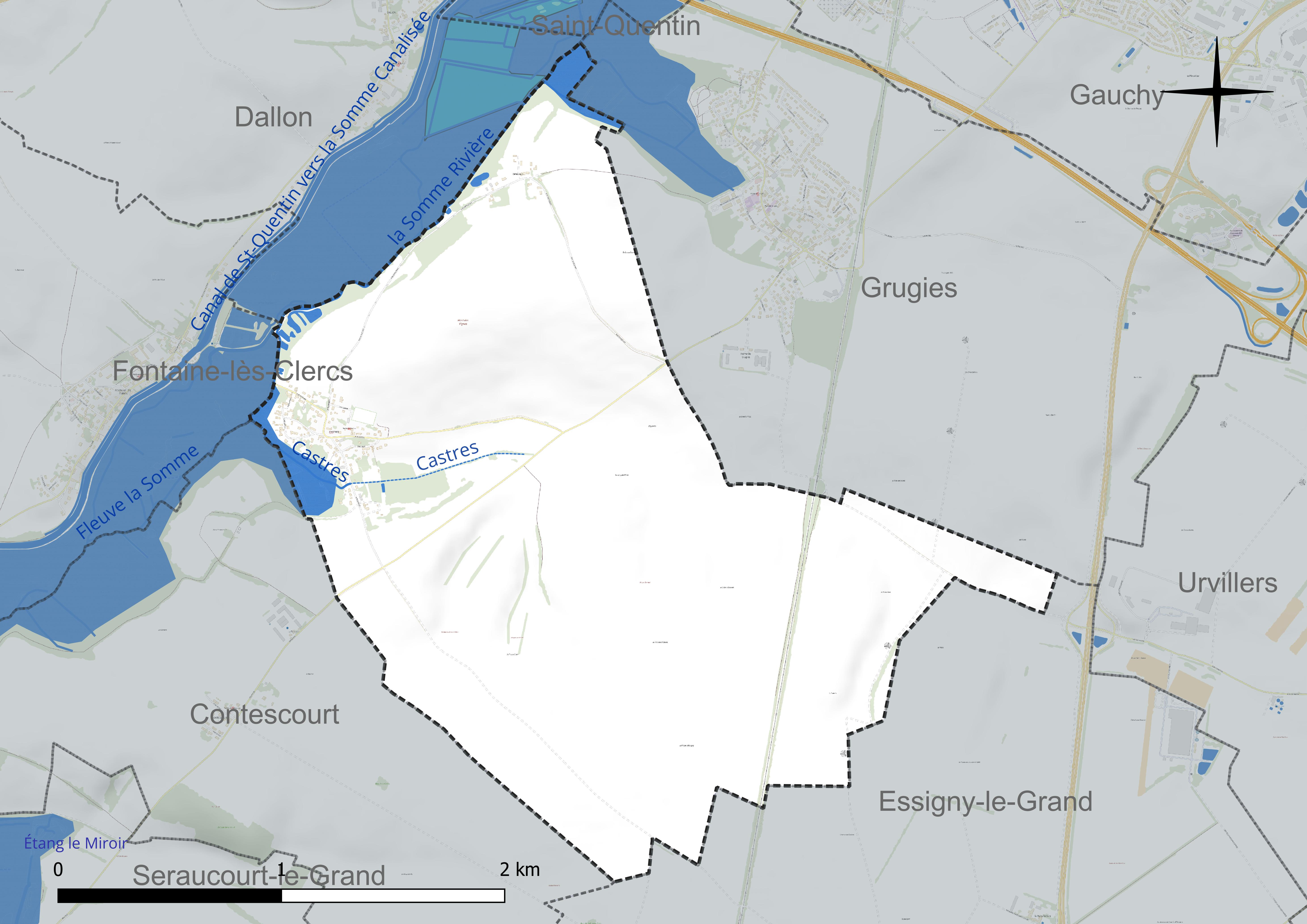
Réseau hydrographique de Castres.

#### Gestion et qualité des eaux
Le territoire communal est couvert par le schéma d'aménagement et de gestion des eaux (SAGE) « Haute Somme ». Ce document de planification concerne un territoire de 1 798 km2 de superficie, délimité par le bassin versant de la Haute Somme est constitué d'un réseau hydrographique complexe de cours d'eau, de marais, d'étangs et de canaux. Le périmètre a été arrêté le 21 avril 2006 et le SAGE proprement dit a été approuvé le 15 juin 2017. La structure porteuse de l'élaboration et de la mise en œuvre est le syndicat mixte d'aménagement hydraulique du bassin versant de la Somme (AMEVA).
La qualité des cours d'eau peut être consultée sur un site dédié géré par les agences de l'eau et l'Agence française pour la biodiversité.

### Climat
Pour des articles plus généraux, voir Climat des Hauts-de-France et Climat de l'Aisne.
En 2010, le climat de la commune est de type climat océanique dégradé des plaines du Centre et du Nord, selon une étude du CNRS s'appuyant sur une série de données couvrant la période 1971-2000. En 2020, Météo-France publie une typologie des climats de la France métropolitaine dans laquelle la commune est dans une zone de transition entre le climat océanique et le climat océanique altéré et est dans la région climatique Nord-est du bassin Parisien, caractérisée par un ensoleillement médiocre, une pluviométrie moyenne régulièrement répartie au cours de l'année et un hiver froid (3 °C).
Pour la période 1971-2000, la température annuelle moyenne est de 10,4 °C, avec  une amplitude thermique annuelle de 15,1 °C. Le cumul annuel moyen de précipitations est de 704 mm, avec 11,4 jours de précipitations en janvier et 8,9 jours en juillet. Pour la période 1991-2020 la température moyenne annuelle observée sur la station météorologique la plus proche, située sur la commune de Fontaine-lès-Clercs à 1 km à vol d'oiseau, est de 10,8 °C et le cumul annuel moyen de précipitations est de 683,4 mm,. Pour l'avenir, les paramètres climatiques de la commune estimés pour 2050 selon différents scénarios d'émission de gaz à effet de serre sont consultables sur un site dédié publié par Météo-France en novembre 2022.

## Urbanisme

### Typologie
Au 1er janvier 2024, Castres est catégorisée commune rurale à habitat dispersé, selon la nouvelle grille communale de densité à 7 niveaux définie par l'Insee en 2022.
Elle est située hors unité urbaine. Par ailleurs la commune fait partie de l'aire d'attraction de Saint-Quentin, dont elle est une commune de la couronne,. Cette aire, qui regroupe 120 communes, est catégorisée dans les aires de 50 000 à moins de 200 000 habitants,.

### Occupation des sols
L'occupation des sols de la commune, telle qu'elle ressort de la base de données européenne d'occupation biophysique des sols Corine Land Cover (CLC), est marquée par l'importance des territoires agricoles (91,4 % en 2018), une proportion sensiblement équivalente à celle de 1990 (91,7 %). La répartition détaillée en 2018 est la suivante : 
terres arables (91,4 %), zones urbanisées (4,9 %), forêts (3,6 %).
L'évolution de l'occupation des sols de la commune et de ses infrastructures peut être observée sur les différentes représentations cartographiques du territoire : la carte de Cassini (XVIIIe siècle), la carte d'état-major (1820-1866) et les cartes ou photos aériennes de l'IGN pour la période actuelle (1950 à aujourd'hui).

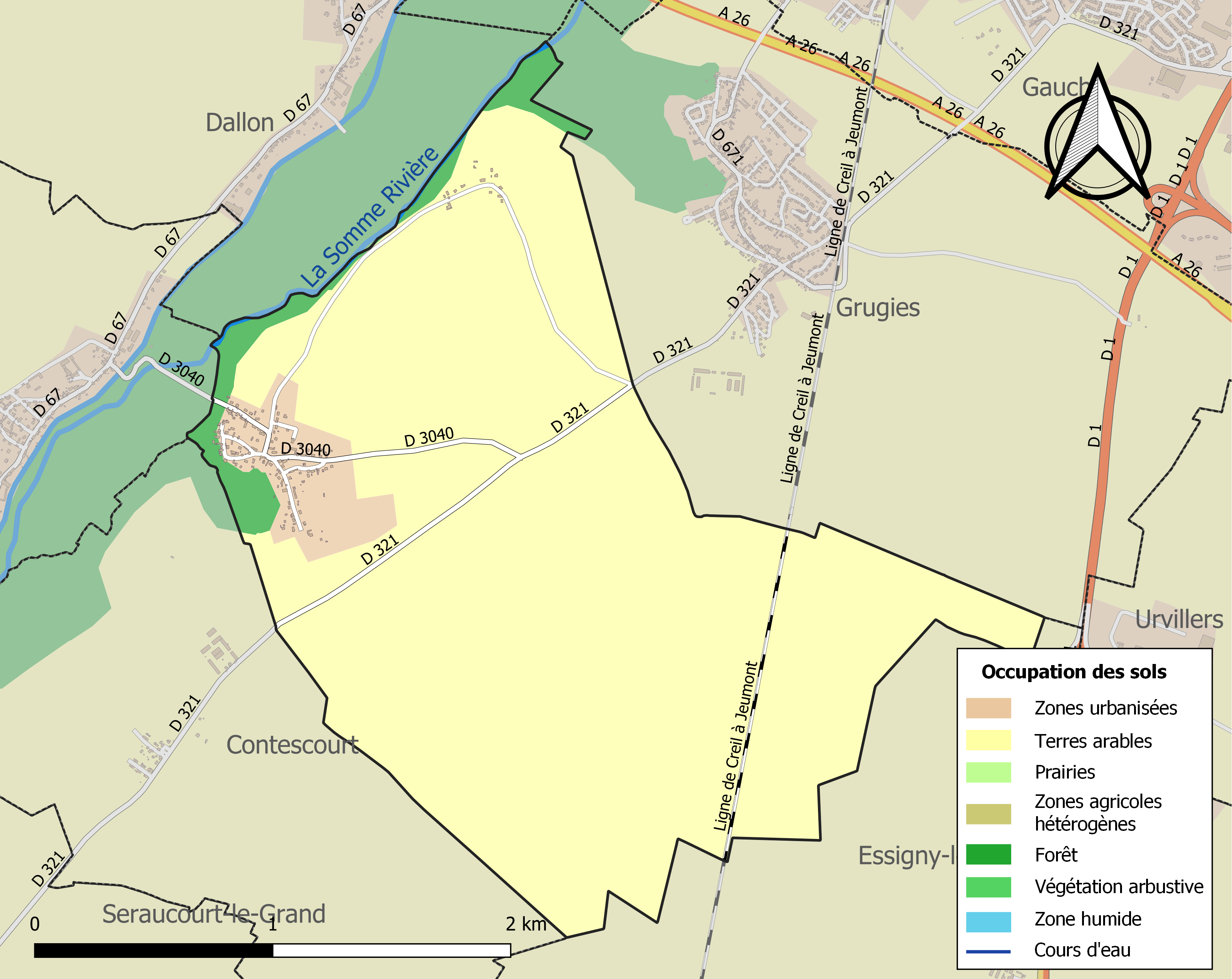
Carte des infrastructures et de l'occupation des sols de la commune en 2018 (CLC).

## Toponymie
En 1143, Castres est désignée sous le nom de Castra, dans le cartulaire de l'abbaye de Saint-Crépin-le-Grand, et en 1584 sous le nom de Castre dans les actes de Claude Huart, notaire.
Il s'agit de la version normanno-picarde correspondant au français central Châtres, La Châtre « château fort », éventuellement « camp romain » ou « rempart, oppidum protohistorique » (cf. Mont Castre, Normandie). Le toponyme représente la fixation de l'ancien nom commun normanno-picard castre « château », issu du latin castra, pluriel de castrum. Les diminutifs castellum et castelettum (ou castel-et) ont donné castel, câtel, catel d'une part (français château) cf. Radicatel (Seine-Maritime, Radicastel 1715) et Le Catelet (Aisne) (français le châtelet) cf. Le Câtelet (Manche) d'autre part.
La graphie avec un premier -s- de Castres est conservatrice et étymologique, de fait ce -s- n'était traditionnellement plus prononcé (voir supra). Quant au -s final, il s'agit d'un ajout tardif, d'où la prononciation ancienne [katʁ] « quatre ».

## Histoire
Castres, qui, avant la Révolution, appartenait au chapitre de Saint-Quentin, a eu pour seigneurs, en 1126, un nommé Hugues de Castres, et vers 1620, Charles de Postel, écuyer, seigneur de Castres ; femme Charlotte d'Y ; enfants : Françoise, Marie, femme de Sacques du Boulet, écuyer. Il est question aussi d'un chevalier de Castres nommé Charles-Antoine, et qui vivait au XVIIIe siècle, et d'un autre chevalier de Castres, en 1788.
Giffécourt appartenait au XIIe siècle à un dénommé Boson, coûtre de Saint-Quentin Saint-Quentin. On y voyait alors un hôpital qui fut détruit au XIVe siècle.

## Politique et administration

La communauté d'agglomération du Saint-Quentinois dans le département de l'Aisne.

### Rattachements administratifs et électoraux
La commune se trouve dans l'arrondissement de Saint-Quentin du département de l'Aisne. Pour l'élection des députés, elle fait partie de la deuxième circonscription de l'Aisne.
Elle faisait partie depuis 1793 du canton de Saint-Simon. Dans le cadre du redécoupage cantonal de 2014 en France, elle fait désormais partie du canton de Saint-Quentin-3.

### Intercommunalité
La commune faisait partie de la communauté d'agglomération de Saint-Quentin, créée fin 1999 et qui et qui succédait au district de Saint-Quentin, créé le 9 février 1960, rassemblant à l'origine 11 communes afin notamment de créer et développer des zones industrielles.
Dans le cadre des dispositions de la loi portant nouvelle organisation territoriale de la République (Loi NOTRe) du 7 août 2015, qui prévoit que les établissements publics de coopération intercommunale (EPCI) à fiscalité propre doivent avoir un minimum de 15 000 habitants (sous réserve de certaines dérogations bénéficiant aux territoires de très faible densité), le préfet de l'Aisne a adopté un nouveau schéma départemental de coopération intercommunale par arrêté du 30 mars 2016 qui prévoit notamment la fusion de la communauté de communes du canton de Saint-Simon et de la communauté d'agglomération de Saint-Quentin, aboutissant au regroupement de 39 communes comptant 83 287 habitants.
Cette fusion est intervenue le 1er janvier 2017, et la commune est désormais membre de la communauté d'agglomération du Saint-Quentinois.

### Liste des maires
| Période                                  | Période                   | Identité                       | Étiquette | Qualité                                                         |
| ---------------------------------------- | ------------------------- | ------------------------------ | --------- | --------------------------------------------------------------- |
| Les données manquantes sont à compléter. |                           |                                |           |                                                                 |
| 1814                                     | 1815                      | Jean Pierre Louis Mounoury     |           |                                                                 |
| 1816                                     | 1837                      | Jean Thomas Monfourny          |           |                                                                 |
| 1837                                     | 1847                      | Jean Baptiste Mounoury         |           |                                                                 |
| 1848                                     | 1852                      | Louis François Joseph Ducrot   |           |                                                                 |
| 1852                                     | 1855                      | Jean Baptiste Fortuné Mounoury |           |                                                                 |
| 1855                                     | 1859                      | Isidore Crescent Gobeaut       |           |                                                                 |
| 1859                                     | 1871                      | Léon Charles Blanchart         |           |                                                                 |
| 1871                                     | 1878                      | Jean Louis Aimé Clément        |           |                                                                 |
| 1879                                     | 1880                      | Louis Jules Olivier Mounoury   |           |                                                                 |
| 1881                                     | 1887                      | Quentin Amédé Racine           |           |                                                                 |
| 1888                                     | 1903                      | Lucien Dupont                  |           |                                                                 |
| 1905                                     | 1913                      | Hippolyte Delanchy             |           | Démissionnaire en juin 1913, intérim par Benoit Martin          |
| Les données manquantes sont à compléter. |                           |                                |           |                                                                 |
| mars 1983                                | mars 2001                 | Robert Accart                  |           |                                                                 |
| mars 2001                                | février 2012              | Gérard Savoye                  |           | Démissionnaire                                                  |
| mars 2012                                | En cours (au 23 mai 2020) | Jean-Marie Accart              | SE        | retraité de la police nationale Réélu pour le mandat 2020-2026, |

## Démographie
En 1760, on dénombrait 40 feux. 
L'évolution du nombre d'habitants est connue à travers les recensements de la population effectués dans la commune depuis 1793. Pour les communes de moins de 10 000 habitants, une enquête de recensement portant sur toute la population est réalisée tous les cinq ans, les populations de référence des années intermédiaires étant quant à elles estimées par interpolation ou extrapolation. Pour la commune, le premier recensement exhaustif entrant dans le cadre du nouveau dispositif a été réalisé en 2006.

En 2022, la commune comptait 247 habitants, en évolution de +1,23 % par rapport à 2016 (Aisne : −1,97 %, France hors Mayotte : +2,11 %).
| 1793 | 1800 | 1806 | 1821 | 1831 | 1836 | 1841 | 1846 | 1851 |
| ---- | ---- | ---- | ---- | ---- | ---- | ---- | ---- | ---- |
| 335  | 380  | 354  | 394  | 422  | 405  | 468  | 489  | 463  |

| 1856 | 1861 | 1866 | 1872 | 1876 | 1881 | 1886 | 1891 | 1896 |
| ---- | ---- | ---- | ---- | ---- | ---- | ---- | ---- | ---- |
| 396  | 425  | 366  | 372  | 360  | 357  | 402  | 377  | 343  |

| 1901 | 1906 | 1911 | 1921 | 1926 | 1931 | 1936 | 1946 | 1954 |
| ---- | ---- | ---- | ---- | ---- | ---- | ---- | ---- | ---- |
| 322  | 319  | 282  | 104  | 120  | 135  | 137  | 137  | 133  |

| 1962 | 1968 | 1975 | 1982 | 1990 | 1999 | 2006 | 2011 | 2016 |
| ---- | ---- | ---- | ---- | ---- | ---- | ---- | ---- | ---- |
| 197  | 183  | 170  | 141  | 156  | 164  | 213  | 234  | 244  |

| 2021 | 2022 | - | - | - | - | - | - | - |
| ---- | ---- | - | - | - | - | - | - | - |
| 249  | 247  | - | - | - | - | - | - | - |

## Culture locale et patrimoine

### Lieux et monuments
- Église Saint-Quentin.
- Monument aux morts.
- Plaque commémorative victimes de guerre sur la façade de l'église.
- Dans l'ancien cimetière : les croix des fosses communes de soldats français et de soldats allemands de la guerre 1870-1871.

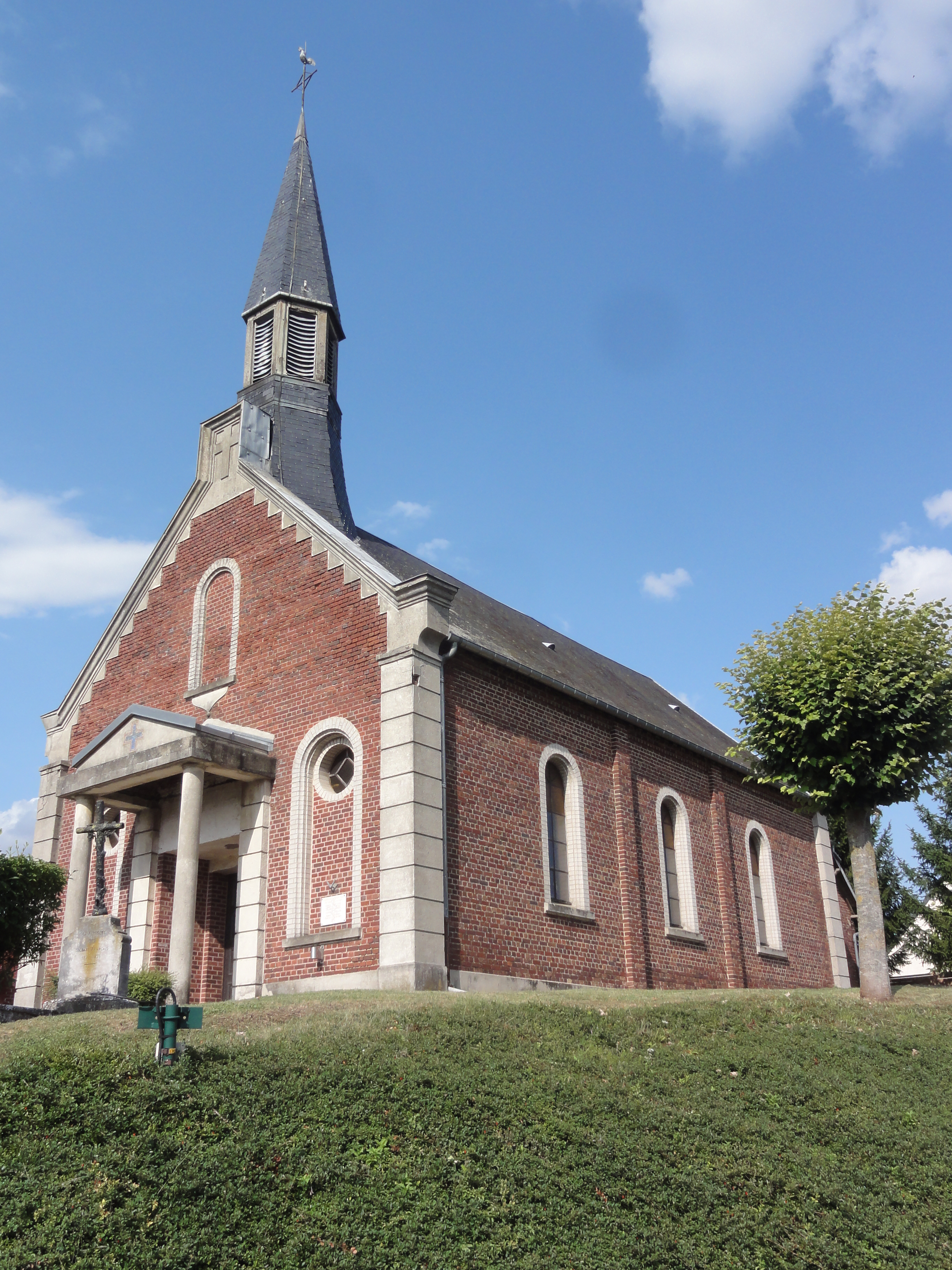
Église Saint-Quentin.
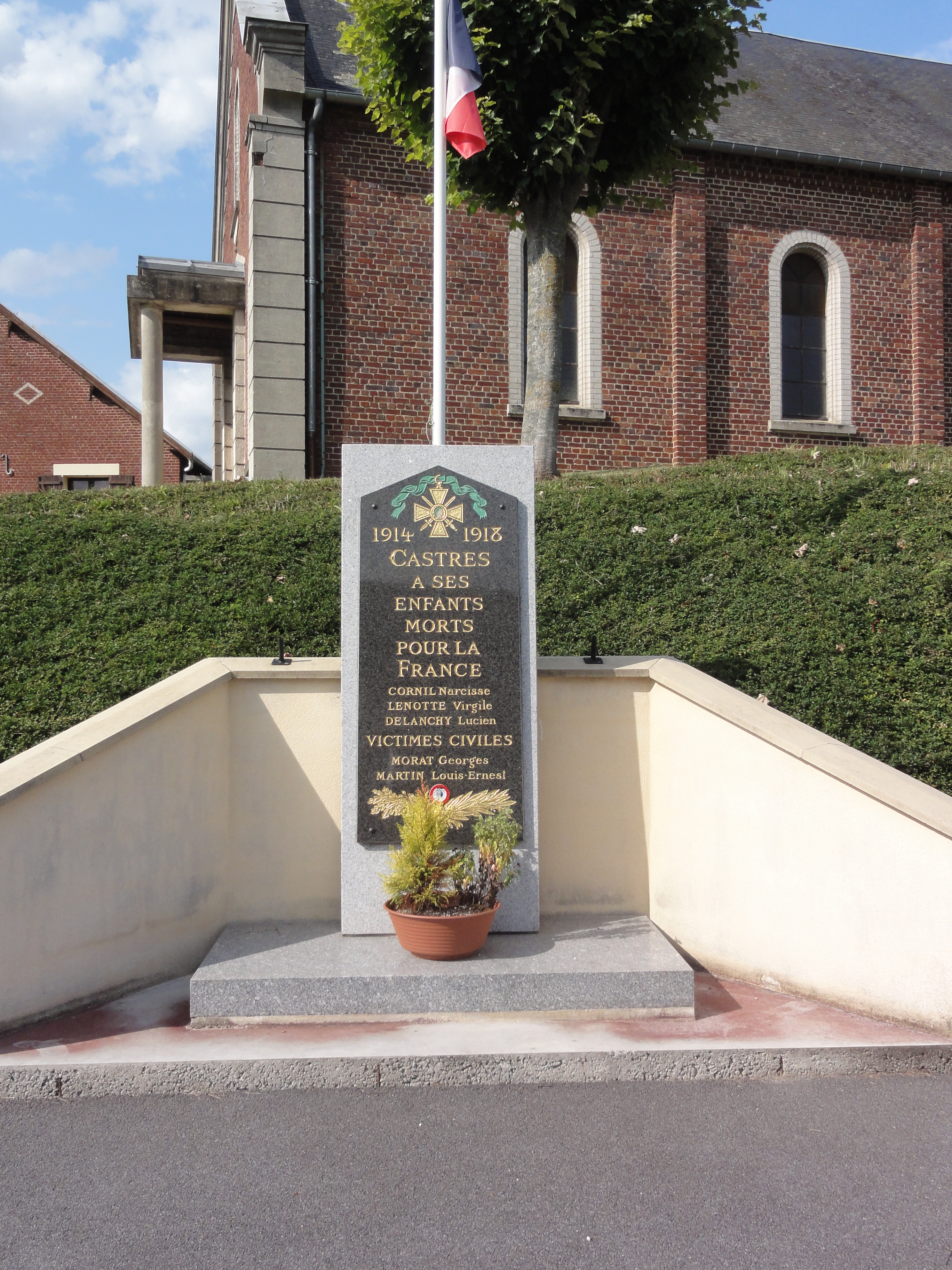
Monument aux morts.
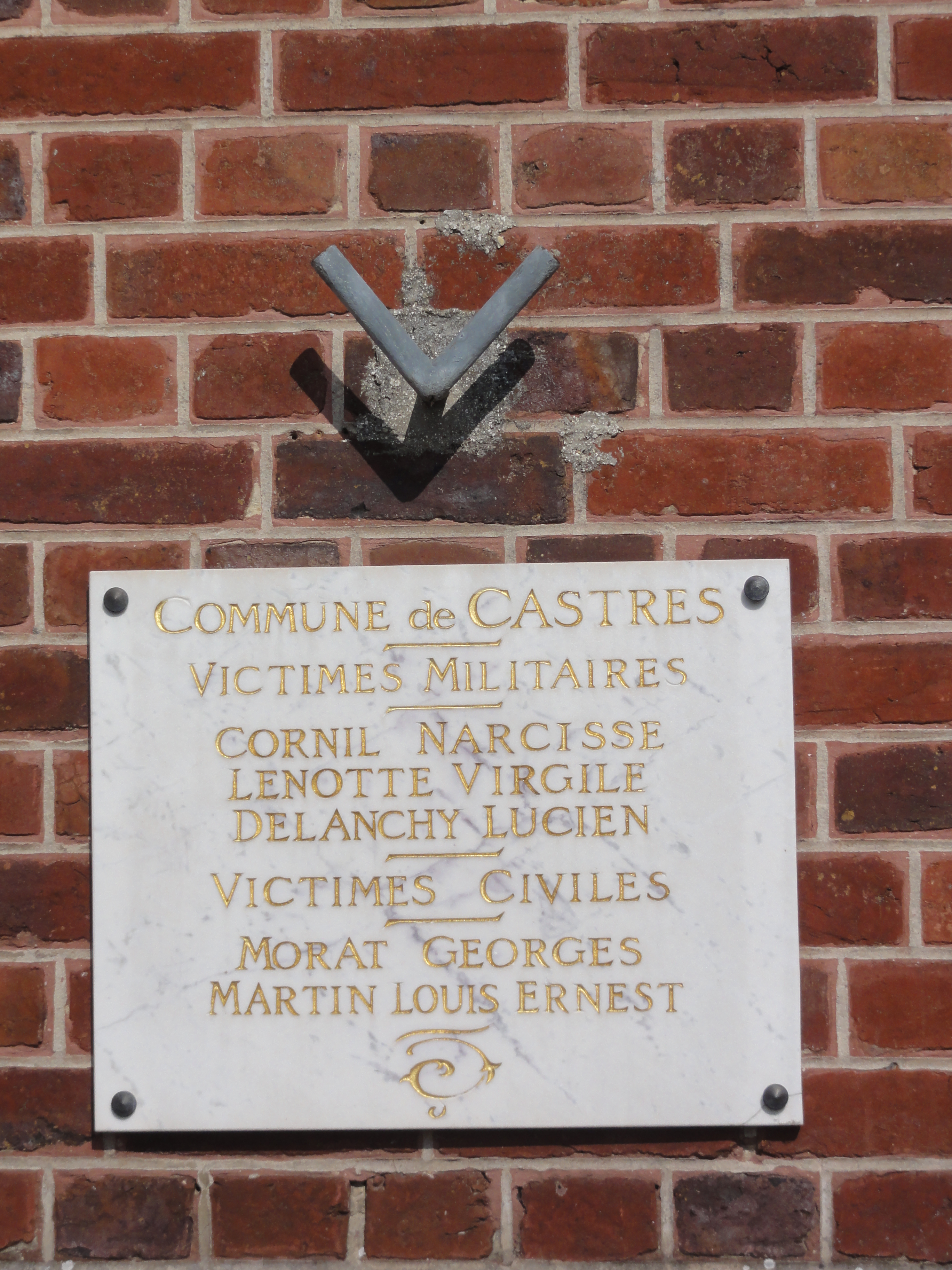
Plaque commémo- rative victimes de guerre.
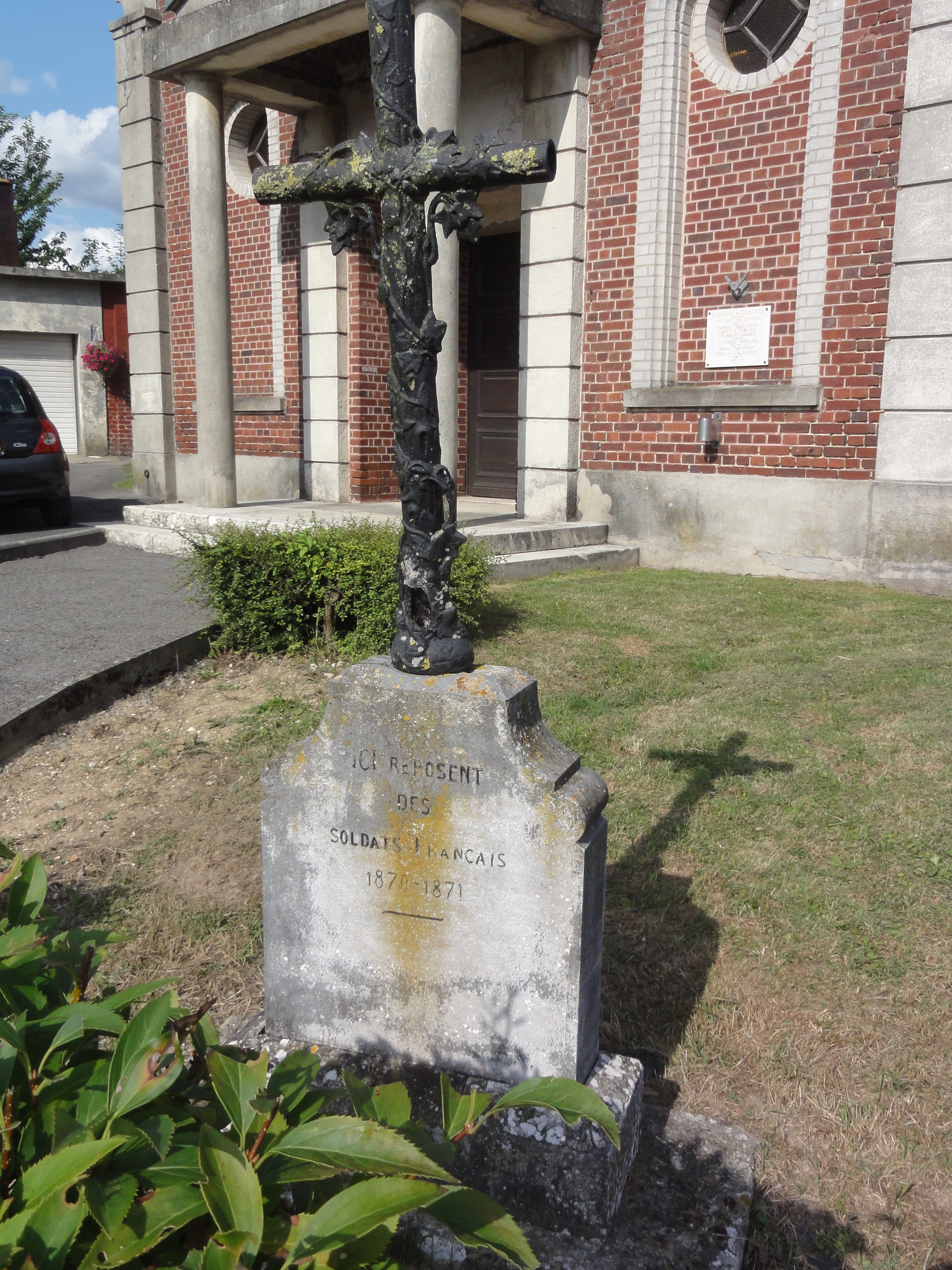
Croix des soldats français 1870-1871.
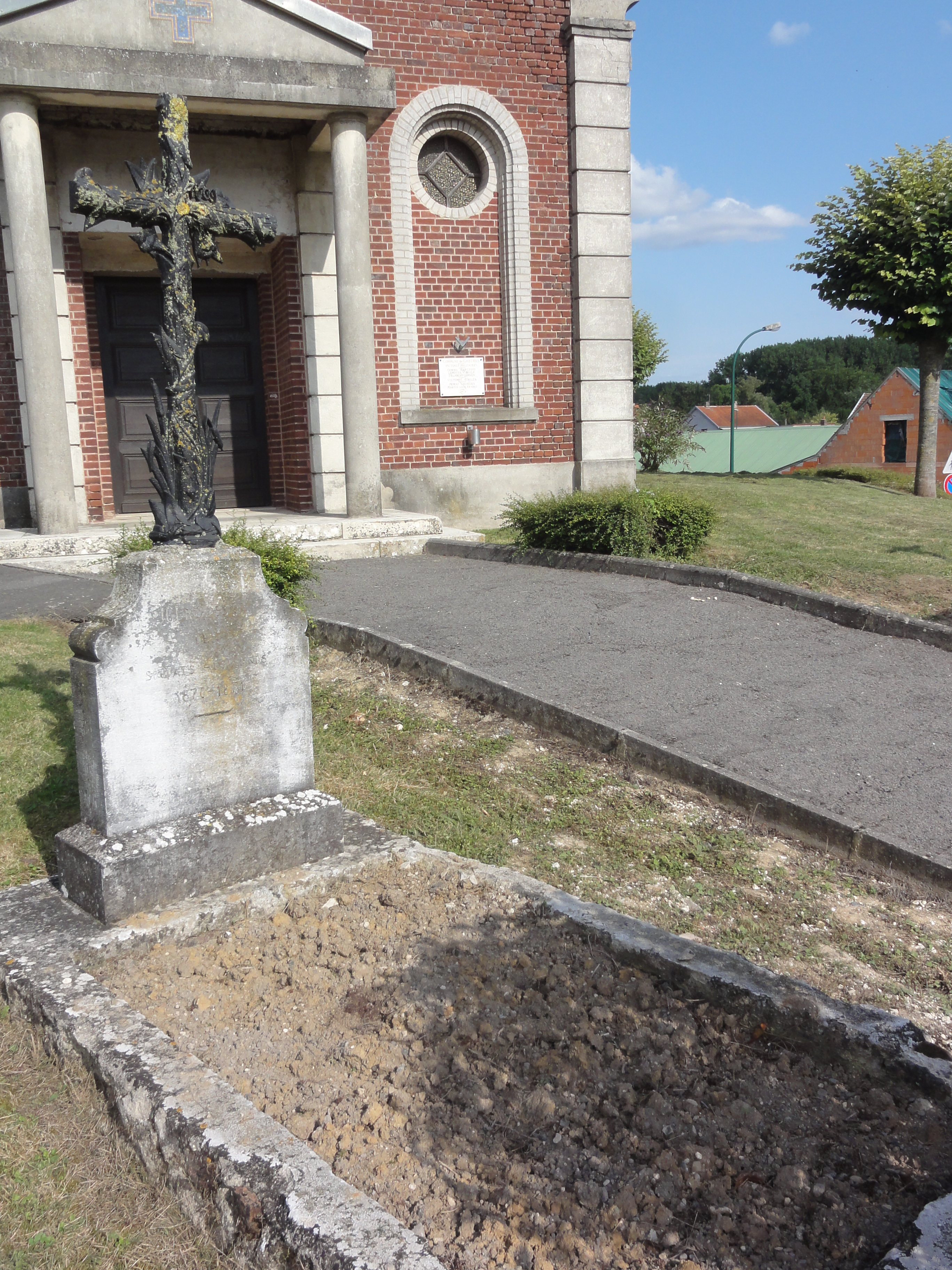
Croix des soldats allemands 1870-1871.

### Héraldique
| Blason de Castres | Blason  | Parti : au 1er échiqueté d'or et d'azur au casque de légionnaire romain de gueules brochant sur le tout, au 2e d'azur à la fasce ondée d'or chargée d'une touffe d'herbe de sinople, accompagnée en chef de deux clous de la Passion d'or. |
| Blason de Castres | Détails | Le premier est aux armes du Vermandois, sur lesquelles broche un casque romain rappelant que le village aurait pour origine un camp romain. Le second, avec la fasce ondée et la touffe d'herbe désignent la vallée de la Somme qui traverse la commune. Les clous représentent saint Quentin, patron de l'église locale mais évoquent également le fait que le village fut propriété du chapitre de Saint-Quentin. Création de Laurent Lailly adoptée en 2018. |

## Pour approfondir